# Sarah Maestri

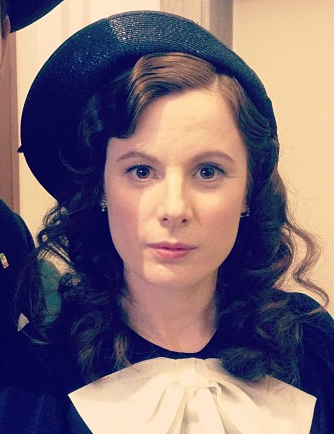
Sarah Maestri (2013)

Sarah Maestri (* 21. Dezember 1979 in Luino, Lombardei, Italien) ist eine italienische Schauspielerin und Schriftstellerin.

## Leben
Von 1996 bis 1998 studierte Sarah Maestri Schauspiel Teatro blu und von 1998 bis 1999 an der Quelli di Grock. Anschließend spielte sie Theater und konnte im Jahr 2001 in dem Abenteuerfilm Die Kreuzritter 4 an der Seite von Raoul Bova, Edward Furlong, Thomas Kretschmann und F. Murray Abraham ihr Leinwanddebüt geben. Sie spielte in Fernsehserien wie Vivere, Cento vetrine und La freccia nera mit. Seit 2008 ist sie Moderatorin auf dem Fernsehsender Rai 2. Im Jahr 2009 erschien ihr autobiographisch inspirierter Roman La bambina dei fiori di carta im Alberti Verlag.

## Werk
- 2009: La bambina dei fiori di carta

## Filmografie (Auswahl)
- 1999: Vivere (Fernsehserie, unbekannte Anzahl an Folgen)
- 2001: Cento vetrine (Fernsehserie, unbekannte Anzahl an Folgen)
- 2001: Die Kreuzritter 4 (I cavalieri che fecero l'impresa)
- 2006: La freccia nera (Fernsehserie, unbekannte Anzahl an Folgen)
- 2011: Kommissar Rex (Il commissario Rex, Fernsehserie, eine Folge)